# 에비앙레뱅역
에비앙레뱅역(프랑스어: Évian-les-Bains)은 프랑스 남동부 오트사부아주 에비앙레뱅 마을에 서비스를 제공하는 기차역이다. 역에는 리옹, 안마스, 제네바 방면 지역 열차와 파리행 고속 열차(주말 및 공휴일)가 있다.

## 운행편
에비앙레뱅에는 다음의 서비스가 정차한다.
- SNCF
  - * 파리-리옹역 ↔ 에비앙레뱅 경유 마콩-로슈-TGV , 부르캉브레스, 벨가르드, 안마스 및 토농레뱅

- 레만 익스프레스 L1 : 제네바-코르나방, 안마스와 토농레뱅 6을 경유하여 코페 ↔ 에비앙레뱅을 연결
- TER 오베르뉴-론-알프 : 벨가르드 ↔ 에비앙레뱅 연결하고, 안마스와 토농레뱅을 경유한다.

매주  금요일 , 토요일 , 일요일 및 공휴일에는 역이 테제베 이누이의 종점이다. 베르넥스, 톨롱레메미스를 연결한다.

## 시설

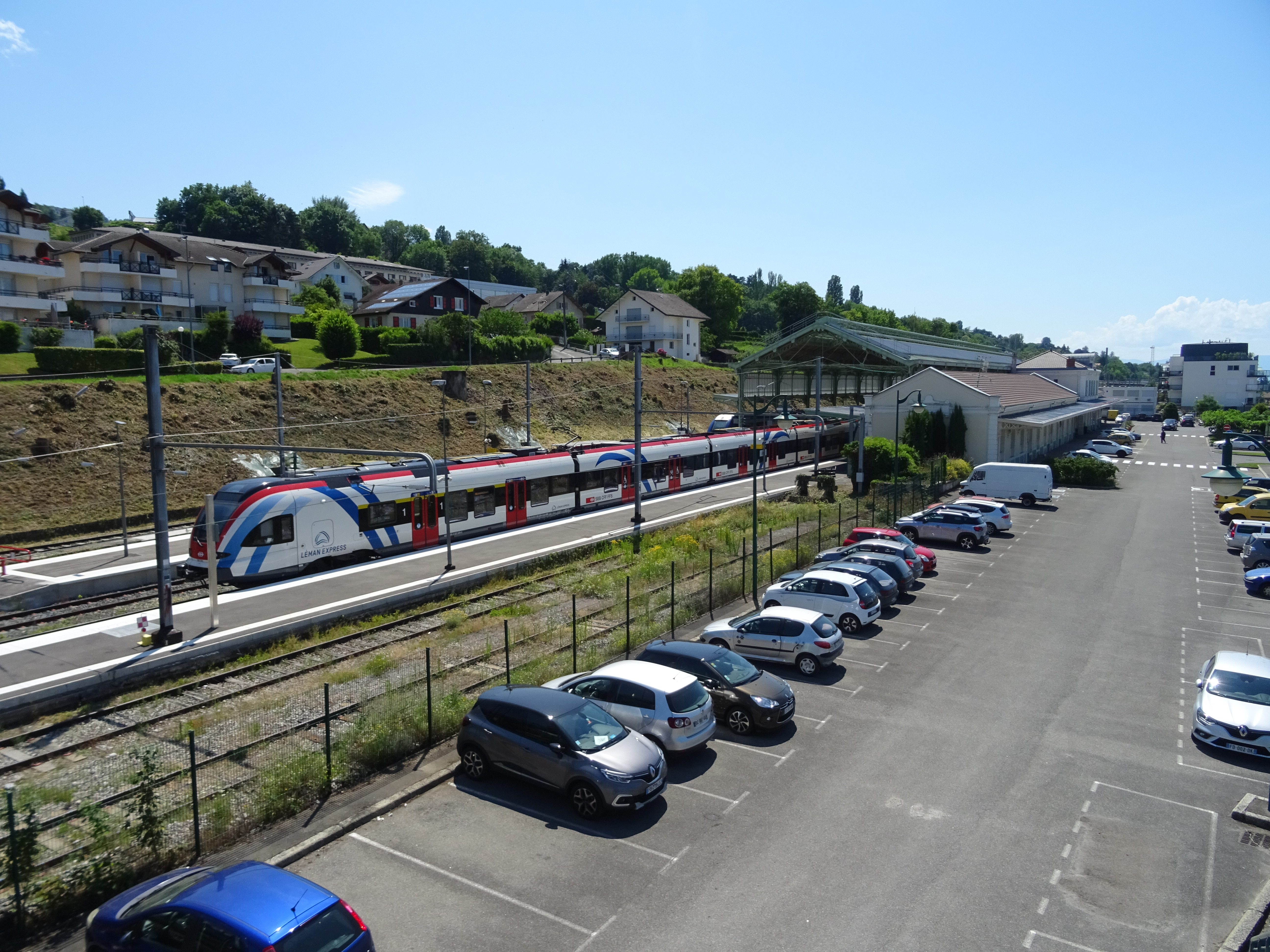
역의 전경

SNCF 역에는 매표소가 있는 여객 건물이 있으며 매일 문을 연다. 이곳에는 교통티켓 구매를 위한 자동장치가 장착되어 있다. 거동이 불편한 사람들이 장비, 시설과 서비스를 이용할 수 있다.